# Keynote
Keynote é um programa de computador destinado a criação e apresentação de slides e faz parte do iWork, uma suíte de escritório desenvolvida pela Apple Inc. disponível exclusivamente para o Mac OS e o iOS. O Keynote pode exportar apresentações em PDF, em formato de vídeo do QuickTime, em Flash, em arquivo compatível com PowerPoint (PPT), nos formatos de imagens JPEG, TIFF e PNG, em HTML (com imagens em JPEG) e nos seus formatos padrões baseados em XML, KEY (para apresentações) e KTH (para modelos de apresentações).